# Acanthocobitis urophthalmus
Acanthocobitis urophthalmus es una especie de peces Cypriniformes de la familia Balitoridae.

## Morfología
Los machos pueden llegar alcanzar los 4 cm de longitud total.

## Distribución geográfica
Se encuentran en Asia: Sri Lanka (desde el río Kelan hasta el río Nilwala ).

## Hábitat
Es un pez de agua dulce y de clima tropical.

## Observaciones
Es una especie popular en el comercio de peces de acuario. 